# Подлесе (Белхатовський повіт)
Подлесе (пол. Podlesie) — село в Польщі, у гміні Зелюв Белхатовського повіту Лодзинського воєводства.
Населення — 115 осіб (2011).
У 1975-1998 роках село належало до Пйотрковського воєводства.

## Демографія
Демографічна структура станом на 31 березня 2011 року:
|          | Загалом | Допрацездатний вік | Працездатний вік | Постпрацездатний вік |
| -------- | ------- | ------------------ | ---------------- | -------------------- |
| Чоловіки | 55      | 15                 | 34               | 6                    |
| Жінки    | 60      | 9                  | 32               | 19                   |
| Разом    | 115     | 24                 | 66               | 25                   |